# Alex Shibutani
Alex Hideo Shibutani (Boston, 25 april 1991) is een Amerikaans kunstschaatser die actief is in de discipline ijsdansen. Hij nam met zijn zus Maia Shibutani deel aan twee edities van de Olympische Winterspelen: Sotsji 2014 en Pyeongchang 2018. Het paar werd in 2014 negende bij het ijsdansen en bemachtigde in 2018 twee bronzen olympische medailles, bij het ijsdansen en met het team. In 2016 wonnen de Shibutani's, die tweevoudig Amerikaans kampioen zijn, de viercontinentenkampioenschappen.

## Biografie
Zijn jongere zus Maia kwam tijdens een verjaardagsfeestje, op vierjarige leeftijd, in aanraking met kunstschaatsen. Ze was er meteen verzot op en ging op les. Alex (toen zeven) was niet direct overtuigd, maar volgde haar kort erna toch naar de ijsbaan. Door hun bezoek in maart 2003 aan de wereldkampioenschappen kunstschaatsen in Washington D.C. kwamen ze op het idee om zich te specialiseren in het ijsdansen. In de lente van 2004 werden ze hierop een ijsdanspaar.
De Shibutani's bleken talent te hebben en schoven al gauw via de niveaus juvenile/intermediate/novice op naar de junioren. In het seizoen 2007/08 werden ze vierde bij de NK junioren en hadden ze deel mogen nemen aan de Junior Grand Prix-wedstrijden. Maia voldeed echter nog niet aan de leeftijdseisen; in het seizoen 2008/09 maakten Maia en Alex Shibutani alsnog hun debuut bij de juniorenwedstrijden. Ze deden twee keer mee aan de WK junioren: in 2009 wonnen ze de zilveren medaille, in 2010 werden ze vierde.
In het seizoen 2010/11 debuteerden ze bij de senioren. Als eerste ijsdanspaar ooit veroverden ze in hun eerste seizoen medailles bij beide Grand Prix-wedstrijden, en waren ze eerste reserve voor de Grand Prix-finale, ook wonnen ze zilver bij de 4CK en brons bij de WK. De jaren erna werd vooral Alex geteisterd door ziektes en blessures. Zo nam hij in 2012 deel aan de 4CK terwijl hij ernstig ziek was, moest bij de Rostelecom Cup 2012 de vrije kür van de Shibutani's door spiertrekkingen met een halve minuut worden stilgelegd en kon het paar in 2013 door een andere blessure niet meedoen aan een van de wedstrijden. De nacht voor de vrije kür van de Grand Prix-finale 2015/16 werd Alex ernstig ziek door voedselvergiftiging; het duo maakte desondanks de wedstrijden af.
Tot 2016 moesten broer en zus Shibutani bij de nationale kampioenschappen altijd de ijsdansparen Meryl Davis / Charlie White en Madison Chock / Evan Bates voor zich dulden. Hierna veranderde dit: zowel in 2016 als in 2017 veroverden de Shibutani's de Amerikaanse titel. Bij hun laatste drie deelnames aan de viercontinentenkampioenschappen wonnen ze brons (2015), goud (2016) en zilver (2017), daarnaast bemachtigden ze ook het zilver (2016) en het brons (2017) bij de wereldkampioenschappen. In 2018 wonnen de Shibutani's zilver op de NK en werden geselecteerd om deel te nemen aan de Olympische Winterspelen in Pyeongchang.
De Shib Sibs, zoals ze door fans liefkozend worden genoemd, delen via diverse sociale media actief al hun belevenissen op het ijs.

## Belangrijke resultaten

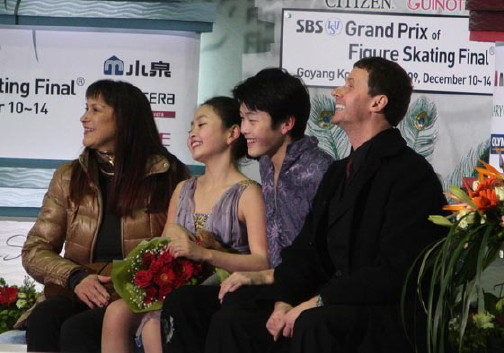
De Shibutani's, midden met hun coaches, wachtend op de resultaten (2008)

| Kampioenschap                | 07/08 | 08/09  | 09/10 | 10/11         | 11/12         | 12/13         | 13/14         | 14/15         | 15/16         | 16/17         | 17/18         |
| ---------------------------- | ----- | ------ | ----- | ------------- | ------------- | ------------- | ------------- | ------------- | ------------- | ------------- | ------------- |
| Olympische Spelen            |       |        |       |               |               |               | 9e            |               |               |               | · (team)      |
| Wereldkampioenschap          |       |        |       | Brons         | 8e            | 8e            | 6e            | 5e            | Zilver        | Brons         |               |
| Viercontinentenkampioenschap |       |        |       | Zilver        | 4e            | 4e            |               | Brons         | Goud          | Zilver        |               |
| Grand Prix-finale            |       |        |       |               | 5e            |               |               | 4e            | 4e            | Brons         | Brons         |
| Nationaal kampioenschap      |       |        |       | Zilver        | Zilver        | Brons         | Brons         | Zilver        | Goud          | Goud          | Zilver        |
| WK junioren                  |       | Zilver | 4e    | geen deelname | geen deelname | geen deelname | geen deelname | geen deelname | geen deelname | geen deelname | geen deelname |
| Junior Grand Prix-finale     |       | 4e     | Brons | geen deelname | geen deelname | geen deelname | geen deelname | geen deelname | geen deelname | geen deelname | geen deelname |
| NK junioren                  | 4e    | Zilver | Goud  | geen deelname | geen deelname | geen deelname | geen deelname | geen deelname | geen deelname | geen deelname | geen deelname |